# Joseph Kleitsch

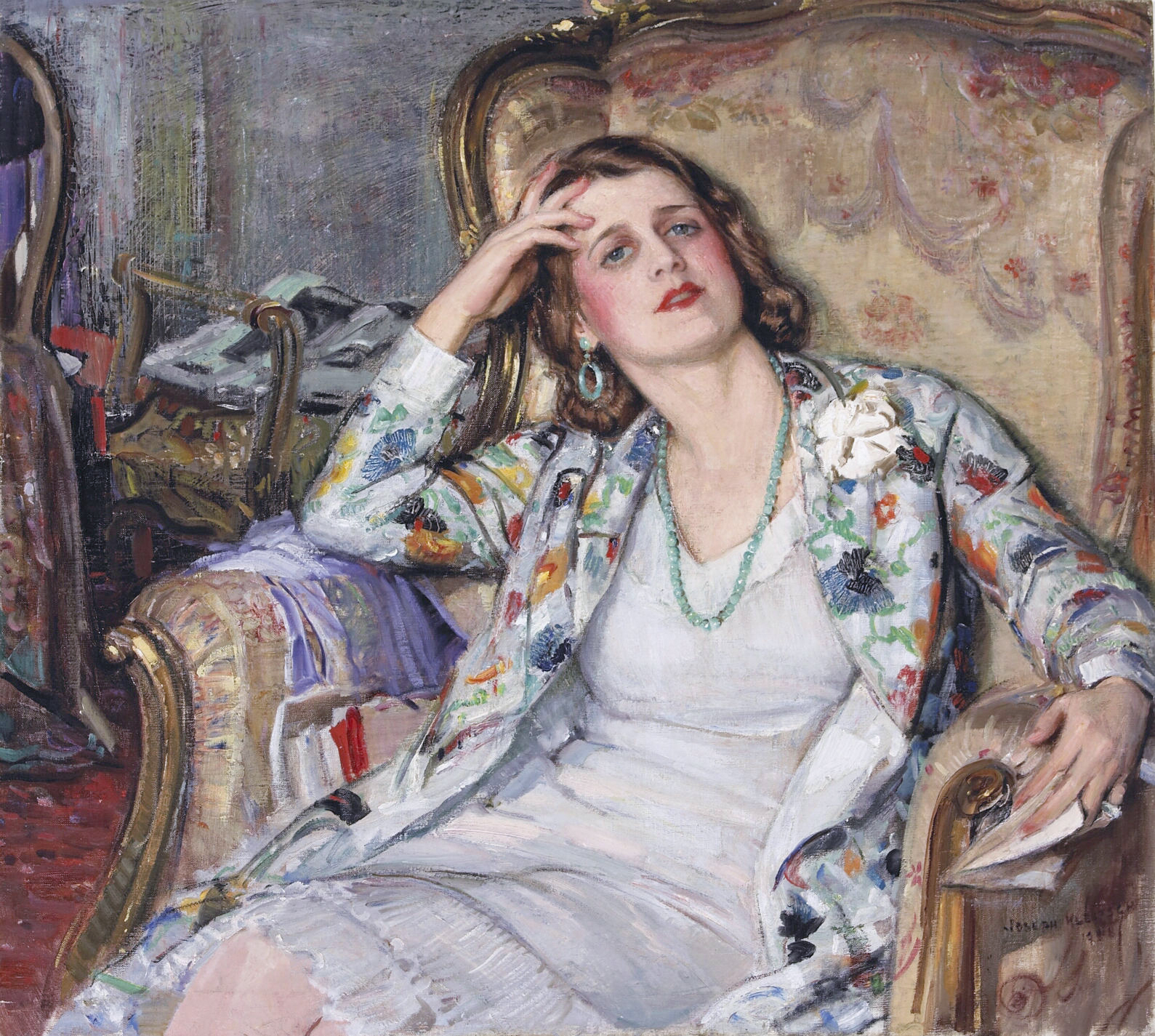
Ruth Renick (1928)

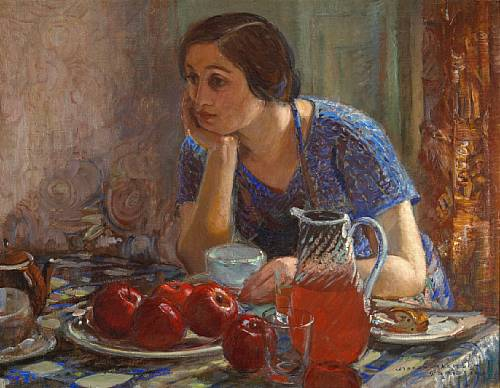
Madone aux pommes (1927)

Joseph Kleitsch, né le 6 juin 1882 et mort le 16 novembre 1931, est un portraitiste hongrois-américain qui occupe une place importante au début de l'école californienne de l'impressionnisme.

## Biographie
Né dans le village de Sânmihaiu Român, ancienne province hongroise du Banat, aujourd'hui en Roumanie, le 6 juin 1882, Kleitsch, d'origine allemande, a commencé à peindre à l'âge de sept ans. Il poursuit ensuite une formation artistique à Budapest, Munich et Paris. Il immigre aux États-Unis en 1912 et deux ans plus tard, le 22 juillet 1914, il épouse Edna Gregatis de Chicago, Illinois avec qui il aura son unique enfant, Eugène. Influencé par ses visites dans les célèbres musées d'Europe, Kleitsch a poursuivi son amour du portrait et de la peinture figurative après avoir déménagé en Californie. Là, il a relevé le défi de capturer la lumière brillante et le paysage diversifié de son nouvel environnement. Kleitsch est tombé amoureux du village d'artistes rustique de Laguna Beach et s'y est installé en 1920. Des œuvres remarquables représentaient les rues bordées d'eucalyptus de la ville, les vagues déferlantes de la côte pacifique et la Mission San Juan Capistrano à proximité. Kleitsch est devenu un résident important de la colonie d'artistes de Laguna Beach. Arthur Millier du Los Angeles Times en 1922 a été cité disant de Kleitsch « il était un coloriste né; il semblait jouer sur toile avec l'abandon d'un violoniste gitan ». Il peignit une série de tableaux représentant la ville de Vernon (Eure) en 1927. Le 16 novembre 1931, à l'âge de quarante-neuf ans, Kleitsch meurt d'une crise cardiaque devant le palais de justice de Santa Ana, en Californie.

## Adhésions professionnelles
- Société des artistes de Chicago
- Association artistique de Laguna Beach
- Club des peintres et sculpteurs
- Palette and Chisel Academy of Fine Art (en) de Chicago

## Expositions
- Joseph Kleitsch Beaux-Arts, Beverly Hills
- Musée d'Irvine, Irvine en Californie
- Crocker Art Museum, Sacramento, Californie
- Pasadena Museum of California Art, Pasadena, Californie
- Bowers Museum (en), Santa Ana, Californie
- Musée Fleischer, Scottsdale, Arizona
- Musée d'art de Laguna
- William A. Karges Fine Art (en)

## Prix
- Médaille d'or, Art Institute of Chicago 1914
- Médaille d'argent, Club des Peintres et Sculpteurs
- Grand prix et prix de la figure, Laguna Beach Art Association

## Lectures complémentaires
- (en) Ruth Lilly Westphal, Plein Air Painters of California : The Southland, 1996 (ISBN 978-0961052003)
- (en) Edan Milton Hughes, Artists in California, 1786-1940, 1989 (ISBN 978-0961611217)